# 시로코정
시로코정(白子町)은 미에현 가와게군에 있던 정이다. 현재의 스즈카시에 해당한다.

## 지리
현재 스즈카시 남동부 이세만 해안에 있던 정이다.

## 역사
- 1889년 4월 1일 - 정촌제 시행에 의해 안키군 시로코정이 성립하였다.
- 1896년 4월 1일 - 군제 시행에 의해 가와게군으로 변경되었다.
- 1942년 12월 1일 -  간베정,이노우촌, 이노촌, 가와노촌, 이치노미야촌, 미다촌, 다마가키촌, 와카마쓰촌, 스즈카군 고촌, 스즈카군 쇼노촌, 마키타촌, 다카쓰세촌과 합병해, 스즈카시가 성립하여, 동일 시로코정은 폐지되었다.

## 교통

### 철도
1915년 9월 10일 개업
이세 철도→이세전기철도→산구급행전철→간사이 급행철도 이세선

## 참고문헌
- 「角川日本地名大辞典」編纂委員会『가도카와 일본 지명 대사전 24三重県』가도카와 쇼텐、昭和58年6月8日、1643pp.
- 『三重県の地名』日本歴史地名大系24、平凡社、1983年5月20日、1081pp.